# Куод-Сити Флэймз
«Куод Сити Флэймз» (англ. Quad City Flames) — профессиональный хоккейный клуб, выступавший в Американской хоккейной лиге, в период с 2007 по 2009 гг. Базировался в городе Молин, штат Иллинойс, США. Являлся фарм-клубом команды НХЛ — «Калгари Флэймз». Начиная с сезона 2009-10, команда играет в городе Абботсфорд, провинция Британская Колумбия, Канада и носит название «Эбботсфорд Хит».

## История
«Флэймз» перебрались в АХЛ из города Омаха, штат Небраска, США, где команда провела два года, выступая под названием «Омаха Ак-Сар-Бен Найтс».
В своей первой игре в АХЛ — 6 октября 2007 года, команда одержала верх над дебютантом лиги «Рокфорд АйсХогс», со счетом 5-1. Спустя два года «Калгари Флэймз» договорились о возможности размещения, в сезоне 2009-10, своего фарм-клуба в городе Абботсфорд, провинция Британская Колумбия.

## Клубные рекорды
Сезон
Голы (39) — Кайл Гринтри (2008-09)
Передачи (43) — Грэнт Стивенсон (2007-08)
Очки (76) — Кайл Гринтри (2008-09)
Штраф (248) — Брэндон Праст (2007-08)
Коэффициент пропущенных голов (2,23) — Леланд Ирвинг (2008-09)
Карьера в клубе
Голы — 43 — Крис Чако
Передачи — 76 — Карсен Джермин
Очки — 108 — Карсен Джермин
Штраф — 271 — Мэтт Пелеч
Вратарские победы — 24 — Леланд Ирвинг
Игры — 154 — Крис Чако